# Német Népi Unió
A Német Népi Unió (németül: Deutsche Volksunion; német rövidítéssel: DVU) egy Németországban működő nemzeti radikális párt. A DVU a német politikai színtér állandó mellékszereplője, időről időre bejut egyes tartományi parlamentekbe, ám az országos választásokon eddig nem sikerült elérnie a Bundestag-tagságot jelentő 5%-nyi szavazatot.

## Története

### Egyesületként 1971-'87
A Német Népi Uniót 1971. január 18-án civilszervezetként hozta létre Gerhard Fery egy müncheni szállodában. Az alapítók között volt Wilhelm Pleyer szudétanémet író is. Freyt alapító elnöknek választották és azóta is ő tölti tölti be ezt a tisztséget. Az egyesület megalapításával megpróbálták elérni a NPD-ből kiábrándult választókat, mivel a nemzeti demokratáktól a hatvanas években elért sikereik után támogatóik jelentős része elfordult. Az egyesület célja mindenekelőtt az volt, hogy fellépjen a Willy Brandt által képviselt „új keleti politika” (neue Ostpolitik) ellen, amely az NDK-val, Lengyelországgal és a Szovjetunióval fennálló kapcsolatok javítását tűzte ki célul. Frey ezekben az években a CDU és CSU által képviselt kemény kéz politikáját támogatta és többször szólította híveit a CDU támogatására.
Frey a következő években számos ún. akciócsoportot alapított. Az akciócsoportok nem tartoztak a párthoz, de a csoportokban való tagság teljes jogú DVU-tagságot jelentett. 1982-ben a Kohl-kormány hatalomra kerülésekor Frey csalódottan vette tudomásul, hogy a konzervatív kormányfő szociáldemokrata elődjének békülékeny keleti politikáját folytatja. Bár ekkor még kizárta, hogy a DVU-t párttá szervezze, de a NPD-vel való együttműködés lehetőségéről már pozitívan nyilatkozott.

### Pártalapítás és ideiglenes sikerek nyugaton

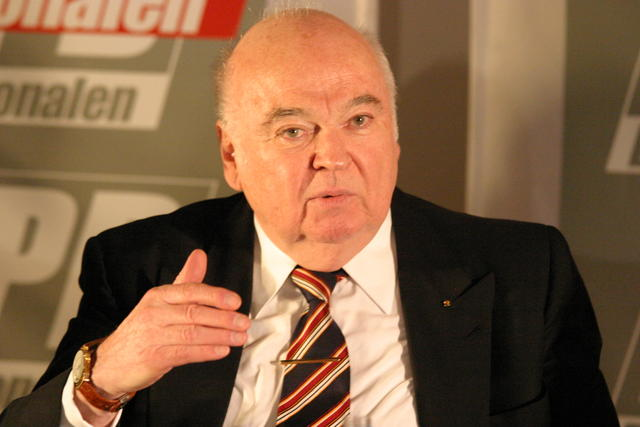
Gerhard Frey, a pártalapító

A DVU-t 1987-ben szervezték párttá Német Népi Unió/D Lista néven. A DVU egyesületként továbbra is működött. Az NPD-vel jó együttműködést alakított ki a párt. A két szervezet területileg elkülönült, nem egymás konkurenseként, hanem egymást kiegészítve és segítve léptek fel. Már az alapítás évében egy képviselővel bejutottak a brémai parlamentbe. 1989-ben a pénzügyileg nem kellően kimunkált kampány ellenére 1,6%-ot értek el az európai parlamenti választásokon. 1991-ben  a DVU elhagyta a „D Lista” hozzátoldást a neve mellől. Ugyanebben az évben a párt már 6,2%-ot elérve 6 képviselőjét (köztük 2 NPD-tagot) juttatta be a brémai parlamentbe. (1993-ig az eredeti 6 képviselőből 3 távozott és megalapította a Nemzeti-Konzervatív Csoportot.) 1992-ben a schleswig-holsteini választásokon 6,3%-ot szerezve a harmadik parlamenti erővé léptek elő. A sikerek miatt megnövekedett a párt felé irányuló figyelem. A párton belül az északi tartományban is feszültségek keletkeztek, a schleswig-holsteini frakció egy éven belül szétesett. Mindkét tartományban (Brémában és Schleswig-Holsteinban) is megszűnt a frakció még a kormányzati periódus vége előtt. Ezzel együtt megromlott az NPD-vel kialakított együttműködés is, mivel az NPD egyes vezetői kifejezetten ellenségesen viselkedtek Frey irányában. A DVU 1993-ban elért 26 000 fős tagsága az eddigi csúcs. 
1994-ben a DVU megkísérelte levetni a szélsőjobboldali jelzőt. 1994-ben a Republikánus párt irányában próbált meg nyitni a párt, de a kísérlet rövid életűnek bizonyult, mivel itt is ellenállás mutatkozott a Népi Uniót illetően.

### Választási sikerek keleten
A brémai és schleswig-holsteini frakciók szétesése után már egyik tartományban sem sikerült a korábbi sikerek megismétlése. Az 1997-es hamburgi választásokon is csak 4,98%-ot kapott a párt, ami kevés volt a parlamenti belépőhöz. A DVU vezetése választási csalásokkal indokolta a kudarcokat.
1998-ban azonban egy igen intenzív kampány után 12,6%-ot értek el a volt NDK-ban fekvő Szász-Anhalt tartomány választásain, ezzel 16 képviselő jutott mandátumhoz. A választási győzelem után a korábban 15 000 főre apadt taglétszám ismét 18 000 főre ugrott. A siker nyomán hatalmas várakozás előzte meg az egy év múlva következő Bundestag-választásokat, ám az NPD csak 1,2%-ot szerzett. 1998-ban a DVU megegyezett a republikánusokkal, hogy a következő években nem lépnek fel egymás ellen a kampányok során.
A republikánusokkal kötött fegyverszünet két nagy eredményt hozott. 1999. Július 6-án egy DVU-képviselő ismét  bejutott a brémai parlamentbe, majd szeptemberben a brandenburgi tartományi gyűlés választásain jutott túl a párt az 5%-os korláton, így 5 küldöttel alapíthatott frakciót. Türingiában azonban már nem sikerült a parlamentbe jutás. 1999 végén Frey konfliktust váltott ki pártjában azzal a döntésével, hogy a DVU nem indul a schleswig-holsteini választásokon. A döntés  nyomán Szász-Anhaltban szétesett a DVU-frakció, egyre több képviselő távozott, a frakció 2000-ben megszűnt. A pártvezetéssel összekülönböző szász-anhalti frakciótagok megalapították a Szabad Német Népi Uniót. Az új párt nevével az Osztrák Szabadságpártra kívántak utalni; tagjai lejárató kampányba kezdtek a DVU ellen, mindenekelőtt a müncheni pártközpontban dolgozókat és Freyt kritizálták. A DVU hamburgi helyhatósági választásokon ismét csak 0,7%-os eredménnyel zárt.

### Szövetség és szakítás az NPD-vel

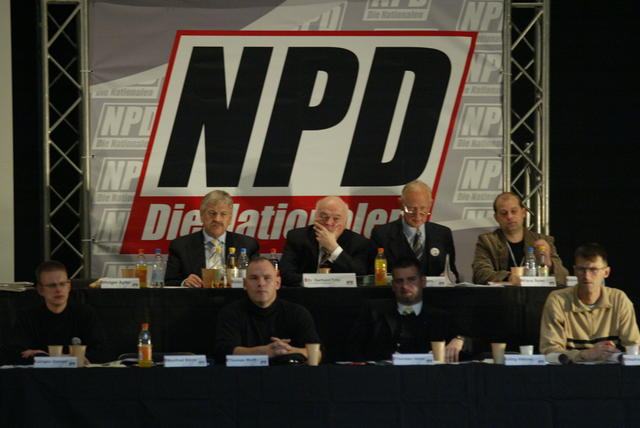
Frey vendégként az NPD elnökségében, 2006. (hátul, balról 2.)

2002-ben a néhány évvel korábban történtek miatt DVU nem indult a szász-anhalti választásokon. Ehelyett a 2004-es választásokra a párt megújította az NPD-hez fűződő kapcsolatait. Egyezség született a két radikális jobboldali szervezet között, hogy az NPD csak a szászországi, míg a DVU csak a brandenburgi választásokon állít jelölteket. A mindkét tartományban 2004. szeptember 19-én megtartott voksolás átütő sikert hozott. NPD, mind a DVU átlépte a parlamentbe jutáshoz szükséges 5%-os küszöböt. A brandenburgi DVU 6 fős frakciót alapított a potsdami parlamentben. A két párt a választási siker után Németország-paktum néven szövetséget kötött, melyben kijelentették, hogy a jövőbeni választásokon nem indulnak egymás ellenében. 
A paktumból a DVU számára azonban nem volt gyümölcsöző. A párt 3%-kal ismét elbukott a szász-anhalti választásokon és 2007-ben 3% alá csúszván elveszett a korábban rendre megszerzett egy képviselői hely a brémai parlamentben. 
Frey 2009 januárjában leköszönt a Német Népi Unió vezetői tisztéről. Új vezetőnek Matthias Faust, a korábbi pártigazgatót (Bundesorganisationsleiter) választották.
A két jobboldali radikális párt szövetsége a 2009 folyamán bomlott fel. A két párt megegyezett abban, hogy a DVU indul a jobboldali radikális szavazatokért a 2009-es EP-választásokon. A párt azonban kifejezetten gyenge eredményt ért el a júniusi szavazáson, mindössze a voksok 0,4%-át érte el. Az eredmény elégedetlenséget keltett a szövetséges pártban, amely a nagyobb társadalmi beágyazottságra hivatkozva kierőszakolta, hogy az eredeti tervekkel ellentétben az augusztusi türingiai választásokon az NPD induljon. A két párt szakítása nyilvánvalóvá vált, amikor szeptemberi brandenburgi választásokon az NPD az addig a DVU területének számító Brandenburgban nyíltan a DVU ellen szállt versenybe, a Népi Unió pedig az országos választáson kampányolt a Nemzeti Demokrata Párt ellen. A két párt összecsapását az NPD nyerte, Brandenburgban kétszer, országos szinten tízszer több szavazatot nyert el a Népi Uniónál.
Német Népi Unió (DVU) és a Német Nemzeti-demokrata Párt (NPD)  2011 január 1-jétől egyesültek. Az új párt neve: NPD – Népunió lett. A két párt összefogásának hátterében komoly anyagi gondok és a taglétszám apadása állt. Az alkotmányvédő hivatal (belső elhárítás) adatai szerint az NPD-nek 2010 év végén 6800 tagja volt. A főleg a keleti tartományokban aktív DVU taglétszámát 4000-re becsülik. A fúzióval gyakorlatilag az erősebb NPD bekebelezi vetélytársát, és annak szavazóbázisára is támaszkodva, a szélsőjobboldal egyedüli pártjaként. 2011-ben Udo Voigt, az NPD vezetője volt.